# Cupa Cupelor 1964-1965

## Meciuri preliminarii
| Echipa 1                    | Total  | Echipa 2                | Turul I | Turul II | Baraj |
| --------------------------- | ------ | ----------------------- | ------- | -------- | ----- |
| FC Lausanne-Sport           | 2 - 1  | Budapesti Honvéd SE     | 2 - 0   | 0 - 1    |       |
| Union Luxemburg             | 0 - 10 | TSV 1860 München        | 0 - 4   | 0 - 6    |       |
| ESV Admira-NÖ Energie Viena | 1 - 4  | Legia Varșovia          | 1 - 3   | 0 - 1    |       |
| Valletta FC                 | 1 - 8  | Real Zaragoza SAD       | 0 - 3   | 1 - 5    |       |
| AEK Atena                   | 2 - 3  | NK Dinamo Zagreb        | 2 - 0   | 0 - 3    |       |
| Esbjerg fB                  | 0 - 1  | Cardiff City FC         | 0 - 0   | 0 - 1    |       |
| SC Aufbau Magdeburg         | 2 - 2  | Galatasaray SK Istanbul | 1 - 1   | 1 - 1    | 1 - 1 |
| CSA Steaua București        | 5 - 0  | Derry City FC           | 3 - 0   | 2 - 0    |       |
| Skeid Fotball Oslo          | 1 - 2  | FC Haka Valkeakoski     | 1 - 0   | 0 - 2    |       |
| TJ Spartak Praga Sokolovo   | 16 - 0 | Anorthosis Famagusta FC | 10 - 0  | 6 - 0    |       |
| FC Porto                    | 4 - 0  | Olympique Lyonnais      | 3 - 0   | 1 - 0    |       |
| RAA Gent                    | 1 - 2  | West Ham United FC      | 0 - 1   | 1 - 1    |       |
| AC Torino                   | 4 - 0  | Fortuna '54 Gellen      | 3 - 0   | 1 - 0    |       |
| FD Slavia Sofia             | 3 - 1  | Cork Celtic FC          | 1 - 1   | 2 - 0    |       |

### Turul I
| FC Lausanne-Sport  | 2 - 0 | Budapesti Honvéd SE |
| ------------------ | ----- | ------------------- |
| Kerkhoffs 62', 70' |       |                     |

| Union Luxemburg | 0 - 4 | TSV 1860 München                             |
| --------------- | ----- | -------------------------------------------- |
|                 |       | Brunnenmeier 6', 25' Küppers 12' Luttrop 82' |

| ESV Admira-NÖ Energie Viena | 1 - 3 | Legia Varșovia                  |
| --------------------------- | ----- | ------------------------------- |
| Kaltenbrunner 69'           |       | Brychczy 12' Żmijewski 73', 75' |

| Valletta FC | 0 – 3 | Real Zaragoza SAD              |
| ----------- | ----- | ------------------------------ |
|             |       | Marcelino 17', 48' Canário 80' |

| AEK Atena                      | 2 – 0 | NK Dinamo Zagreb |
| ------------------------------ | ----- | ---------------- |
| Papaioannou 75' Nestoridis 80' |       | Kobeščak 67'     |

| Esbjerg fB | 0 – 0 | Cardiff City FC |
| ---------- | ----- | --------------- |
|            |       |                 |

| SC Aufbau Magdeburg | 1 – 1 | Galatasaray SK Istanbul |
| ------------------- | ----- | ----------------------- |
| Heuer 13'           |       | Doğangün 52'            |

| CSA Steaua București                    | 3 – 0 | Derry City FC |
| --------------------------------------- | ----- | ------------- |
| Pavlovici 2', 80' Constantin 68' (pen.) |       |               |

| Skeid Fotball Oslo | 1 – 0 | FC Haka Valkeakoski |
| ------------------ | ----- | ------------------- |
| Mathisen 38'       |       |                     |

| TJ Spartak Praga Sokolovo                                                 | 10 – 0 | Anorthosis Famagusta FC |
| ------------------------------------------------------------------------- | ------ | ----------------------- |
| Mašek 15', 32', 49' Mráz 17', 21', 34', 55', 81' Steiningel 75' Kraus 83' |        |                         |

| FC Porto                       | 3 – 0 | Olympique Lyonnais |
| ------------------------------ | ----- | ------------------ |
| Custódio 43', 75' Pinheiro 60' |       |                    |

| RAA Gent | 0 – 1 | West Ham United FC |
| -------- | ----- | ------------------ |
|          |       | Boyce 51'          |

| AC Torino                                   | 3 – 1 | Fortuna '54 Gellen |
| ------------------------------------------- | ----- | ------------------ |
| Hitchens 45' Moschino 50' (pen.) Meroni 63' |       | Kohn 15'           |

| FD Slavia Sofia | 1 – 1 | Cork Celtic FC |
| --------------- | ----- | -------------- |
| Krastev 54'     |       | Leahy 82'      |

### Turul II
| Budapesti Honvéd SE | 1 - 0 | FC Lausanne-Sport |
| ------------------- | ----- | ----------------- |
| Vági 28'            |       |                   |

FC Lausanne-Sport s-a calificat cu scorul general 2–1.
| TSV 1860 München                                             | 6 - 0 | Union Luxemburg |
| ------------------------------------------------------------ | ----- | --------------- |
| Brunnenmeier 9', 47' Luttrop 53' Rebele 60', 74' Grosser 69' |       |                 |

TSV 1860 München s-a calificat cu scorul general 10–0.
| NK Dinamo Zagreb                           | 3 – 0 | AEK Atena   |
| ------------------------------------------ | ----- | ----------- |
| Lamza 45' · Zambata 49' 87' · Jerković 55' |       | Pomonis 74' |

NK Dinamo Zagreb s-a calificat cu scorul general 3–2.
| Derry City FC | 0 – 2 | CSA Steaua București |
| ------------- | ----- | -------------------- |
|               |       | Creiniceanu 48', 75' |

CSA Steaua București s-a calificat cu scorul general 5–0.
| Galatasaray SK Istanbul | 1 – 1 | SC Aufbau Magdeburg |
| ----------------------- | ----- | ------------------- |
| Köken 26'               |       | Heuer 74'           |

La scorul general 2–2 s-a disputat un meci de baraj.
| Anorthosis Famagusta FC | 0 – 6 | TJ Spartak Praga Sokolovo                        |
| ----------------------- | ----- | ------------------------------------------------ |
|                         |       | Vrána 37' Kraus 40', 84' Dyba 67' Mašek 82', 90' |

TJ Spartak Praga Sokolovo s-a calificat cu scorul general 16–0.
| Legia Varșovia | 1 - 0 | ESV Admira-NÖ Energie Viena |
| -------------- | ----- | --------------------------- |
| Brychczy 11'   |       |                             |

Legia Varșovia s-a calificat cu scorul general 4–1.
| FC Haka Valkeakoski        | 2 – 0 | Skeid Fotball Oslo |
| -------------------------- | ----- | ------------------ |
| Paimander 70' Peltonen 82' |       |                    |

FC Haka Valkeakoski s-a calificat cu scorul general 2–1.
| Cork Celtic FC | 0 – 2 | FD Slavia Sofia      |
| -------------- | ----- | -------------------- |
| Krastev 54'    |       | Mișev 8' Hristov 86' |

FD Slavia Sofia s-a calificat cu scorul general 3–1.
| West Ham United FC | 1 – 1 | RAA Gent         |
| ------------------ | ----- | ---------------- |
| Byrne 43'          |       | Peters 33' (ag.) |

West Ham United FC s-a calificat cu scorul general 2–1.
| Fortuna '54 Gellen              | 2 – 2 | AC Torino                   |
| ------------------------------- | ----- | --------------------------- |
| van Rhijn 59' Beenen 78' (pen.) |       | Hitchens 5' Brüll 53' (ag.) |

AC Torino s-a calificat cu scorul general 5–3.
| Olympique Lyonnais | 0 – 1 | FC Porto   |
| ------------------ | ----- | ---------- |
|                    |       | Valdir 89' |

FC Porto s-a calificat cu scorul general 4–0.
| Cardiff City FC | 1 – 0 | Esbjerg fB |
| --------------- | ----- | ---------- |
| King 56'        |       |            |

Cardiff City FC s-a calificat cu scorul general 1–0.
| Real Zaragoza SAD                          | 5 – 1 | Valletta FC |
| ------------------------------------------ | ----- | ----------- |
| Sigi 2', 27', 85' Marcelino 17' Santos 53' |       | Gauci 29'   |

Real Zaragoza SAD s-a calificat cu scorul general 8–1.
| Cork Celtic FC | 0 – 2 | FD Slavia Sofia      |
| -------------- | ----- | -------------------- |
| Krastev 54'    |       | Mișev 8' Hristov 86' |

FD Slavia Sofia s-a calificat cu scorul general 2–1.

### Baraj
| Galatasaray SK Istanbul | 1 – 1 (d.p.) | SC Aufbau Magdeburg |
| ----------------------- | ------------ | ------------------- |
| Oktay 81'               |              | Klingbiel 62'       |

Galatasaray SK Istanbul s-a calificat în urma tragerii la sorți.

## Optimi de finală
| Echipa 1             | Total | Echipa 2                  | Turul I | Turul II | Baraj |
| -------------------- | ----- | ------------------------- | ------- | -------- | ----- |
| FC Haka Valkeakoski  | 0 - 6 | AC Torino                 | 0 - 1   | 0 - 5    |       |
| FD Slavia Sofia      | 2 - 2 | FC Lausanne-Sport         | 1 - 0   | 1 - 2    | 2 - 3 |
| Legia Varșovia       | 2 - 2 | Galatasaray SK Istanbul   | 2 - 1   | 0 - 1    | 1 - 0 |
| Dundee FC            | 3 - 4 | Real Zaragoza SAD         | 2 - 2   | 1 - 2    |       |
| West Ham United FC   | 3 - 2 | TJ Spartak Praga Sokolovo | 2 - 0   | 1 - 2    |       |
| FC Porto             | 1 - 2 | TSV 1860 München          | 0 - 1   | 1 - 1    |       |
| CSA Steaua București | 1 - 5 | NK Dinamo Zagreb          | 1 - 3   | 0 - 2    |       |
| Sporting CP Lisabona | 1 - 2 | Cardiff City FC           | 1 - 2   | 0 - 0    |       |

### Turul I
| FC Haka Valkeakoski | 0 – 1 | AC Torino   |
| ------------------- | ----- | ----------- |
|                     |       | Albrigi 25' |

| FD Slavia Sofia | 1 – 0 | FC Lausanne-Sport |
| --------------- | ----- | ----------------- |
| Vasilev 24'     |       |                   |

| CWKS Legia Varșovia | 2 - 1 | Galatasaray SK Istanbul |
| ------------------- | ----- | ----------------------- |
| Gmoch 68', 88'      |       | Oktay 72'               |

| Dundee FC             | 2 – 2 | Real Zaragoza SAD    |
| --------------------- | ----- | -------------------- |
| Murray 2' Houston 86' |       | Santos 24' Villa 26' |

| West Ham United FC  | 2 – 0 | TJ Spartak Praga Sokolovo |
| ------------------- | ----- | ------------------------- |
| Bond 58' Sealey 82' |       |                           |

| FC Porto | 0 – 1 | TSV 1860 München |
| -------- | ----- | ---------------- |
|          |       | Heiß 22'         |

| CSA Steaua București | 1 – 3 | NK Dinamo Zagreb                 |
| -------------------- | ----- | -------------------------------- |
| Raksi 20'            |       | Matuš 35' Pavić 61' Kobeščak 87' |

| Sporting CP Lisabona | 1 – 2 | Cardiff City FC          |
| -------------------- | ----- | ------------------------ |
| Figueiredo 81'       |       | Farrell 30' Tapscott 66' |

### Turul II
| Galatasaray SK Istanbul | 1 – 0 | CWKS Legia Varșovia |
| ----------------------- | ----- | ------------------- |
| Oktay 22'               |       |                     |

La scorul general 2–2 s-a disputat un meci de baraj.
| FC Lausanne-Sport     | 2 - 1 | FD Slavia Sofia |
| --------------------- | ----- | --------------- |
| Kerkhoffs 7' Hosp 43' |       | Krastev 20'     |

La scorul general 2–2 s-a disputat un meci de baraj.
| AC Torino                                      | 5 – 0 | FC Haka Valkeakoski |
| ---------------------------------------------- | ----- | ------------------- |
| Simoni 6' Hitchens 9' Meroni 33', 59' Puia 61' |       |                     |

AC Torino s-a calificat cu scorul general 6–0.
| Real Zaragoza SAD | 2 – 1 | Dundee FC     |
| ----------------- | ----- | ------------- |
| Lapetra 40', 42'  |       | Robertson 18' |

Real Zaragoza SAD s-a calificat cu scorul general 4–3.
| TJ Spartak Praga Sokolovo | 2 – 1 | West Ham United FC |
| ------------------------- | ----- | ------------------ |
| Mašek 68' Mráz 87'        |       | Sissons 14'        |

West Ham United FC s-a calificat cu scorul general 3–2.
| NK Dinamo Zagreb     | 2 – 0 | CSA Steaua București |
| -------------------- | ----- | -------------------- |
| Pavić 2' Ramljak 62' |       |                      |

NK Dinamo Zagreb s-a calificat cu scorul general 5–1.
| TSV 1860 München | 1 - 1 | FC Porto   |
| ---------------- | ----- | ---------- |
| Heiß 36'         |       | Valdir 44' |

TSV 1860 München s-a calificat cu scorul general 2–1.
| Cardiff City FC | 0 – 0 | Sporting CP Lisabona |
| --------------- | ----- | -------------------- |
|                 |       |                      |

Cardiff City FC s-a calificat cu scorul general 2–1.

### Baraj
| CWKS Legia Varșovia | 1 - 0 | Galatasaray SK Istanbul |
| ------------------- | ----- | ----------------------- |
| Apostel 14'         |       |                         |

CWKS Legia Varșovia s-a calificat.
| FC Lausanne-Sport               | 3 - 2 | FD Slavia Sofia         |
| ------------------------------- | ----- | ----------------------- |
| Eschmann 29' Kerkhoffs 35', 81' |       | Hristov 12' Gugalov 69' |

FC Lausanne-Sport s-a calificat.

## Sferturi de finală
| Echipa 1          | Total | Echipa 2           | Turul I | Turul II | Baraj |
| ----------------- | ----- | ------------------ | ------- | -------- | ----- |
| Real Zaragoza SAD | 3 - 2 | Cardiff City FC    | 2 - 2   | 1 - 0    |       |
| Legia Varșovia    | 0 - 4 | TSV 1860 München   | 0 - 4   | 0 - 0    |       |
| AC Torino         | 3 - 2 | NK Dinamo Zagreb   | 1 - 1   | 2 - 1    |       |
| FC Lausanne-Sport | 4 - 6 | West Ham United FC | 1 - 2   | 3 - 4    |       |

### Turul I
| Real Zaragoza SAD   | 2 – 2 | Cardiff City FC       |
| ------------------- | ----- | --------------------- |
| Lapetra 2' País 12' |       | Williams 16' King 34' |

| CWKS Legia Varșovia | 0 - 4 | TSV 1860 München                      |
| ------------------- | ----- | ------------------------------------- |
|                     |       | Grosser 69' Küppers 73' Heiß 75', 87' |

| AC Torino  | 1 – 1 | NK Dinamo Zagreb |
| ---------- | ----- | ---------------- |
| Simoni 43' |       | Lamza 48'        |

| FC Lausanne-Sport | 1 - 2 | West Ham United FC |
| ----------------- | ----- | ------------------ |
| Hosp 80'          |       | Dear 32' Byrne 54' |

### Turul II
| Cardiff City FC | 0 – 1 | Real Zaragoza SAD |
| --------------- | ----- | ----------------- |
|                 |       | Canário 73'       |

Real Zaragoza SAD s-a calificat cu scorul general 3–2.
| TSV 1860 München | 0 - 0 | CWKS Legia Varșovia |
| ---------------- | ----- | ------------------- |
|                  |       |                     |

TSV 1860 München s-a calificat cu scorul general 4–0.
| NK Dinamo Zagreb | 1 – 2 | AC Torino                |
| ---------------- | ----- | ------------------------ |
| Jerković 81'     |       | Poletti 13' Hitchens 43' |

AC Torino s-a calificat cu scorul general 3–2.
| West Ham United FC                           | 4 - 3 | FC Lausanne-Sport                     |
| -------------------------------------------- | ----- | ------------------------------------- |
| Tacchella 43' (ag.) Dear 45', 88' Peters 60' |       | Kerkhoffs 37' Hertig 49' Eschmann 80' |

West Ham United FC s-a calificat cu scorul general 6–4.

## Semifinale
| Echipa 1           | Total | Echipa 2          | Turul I | Turul II | Baraj |
| ------------------ | ----- | ----------------- | ------- | -------- | ----- |
| West Ham United FC | 3 - 2 | Real Zaragoza SAD | 2 - 1   | 1 - 1    |       |
| AC Torino          | 3 - 3 | TSV 1860 München  | 2 - 0   | 1 - 3    | 0 - 2 |

### Turul I
| West Ham United FC | 2 - 1 | Real Zaragoza SAD |
| ------------------ | ----- | ----------------- |
| Dear 8' Byrne 23'  |       | Canário 54'       |

| AC Torino                   | 2 – 0 | TSV 1860 München |
| --------------------------- | ----- | ---------------- |
| Rosato 9' Luttrop 41' (ag.) |       |                  |

### Turul II
| Real Zaragoza SAD | 1 - 1 | West Ham United FC |
| ----------------- | ----- | ------------------ |
| Lapetra 22'       |       | Sissons 54'        |

West Ham United FC s-a calificat cu scorul general 3–2.
| TSV 1860 München                 | 3 – 1 | AC Torino    |
| -------------------------------- | ----- | ------------ |
| Luttrop 12', 53' (pen.) Heiß 27' |       | Lancioni 74' |

La scorul general 3–3 s-a disputat un meci de baraj.

### Baraj
| TSV 1860 München              | 2 – 0 | AC Torino |
| ----------------------------- | ----- | --------- |
| Rebele 59' Luttrop 90' (pen.) |       |           |

TSV 1860 München s-a calificat.

## Finala
| West Ham United FC | 2 – 0 | TSV 1860 München |
| ------------------ | ----- | ---------------- |
| Sealey 70', 72'    |       |                  |

| Câștigătoarea Cupei Cupelor 1964–65 |
| Anglia                              |
| West Ham United FC Primul trofeu    |